# 塞拉马佐尼
塞拉马佐尼（義大利語：Serramazzoni），是意大利摩德纳省的一个市镇。总面积93平方公里，人口8322人，人口密度89.5人/平方公里（2009年）。ISTAT代码为036042。